# جون إكلوند (متزحلق حر)
جون إكلوند هو متزحلق حر سويدي، ولد في 21 سبتمبر 1993.

## روابط خارجية
- جون إكلوند على موقع أوليمبيديا (الإنجليزية)
- جون إكلوند على موقع اللجنة الأولمبية السويدية (السويدية)